# 佐々木大地 (棋士)
佐々木 大地（ささき だいち、1995年5月30日 - ）は、将棋棋士。深浦康市九段門下。棋士番号は306。長崎県対馬市出身。

## 棋歴

### プロ入り前
3歳のとき、父に教わったことをきっかけに将棋を始める。
2004年、対馬市立鶏鳴小学校3年の第3回全国小学生倉敷王将戦・低学年の部で優勝。
2007年、同小学6年の第32回小学生将棋名人戦で近藤誠也に敗れベスト4。同年12月、奨励会に入るために家族ともども神奈川県に転居する。
2008年9月、6級で奨励会入り。2011年8月に初段に昇段し、2013年5月に三段昇段。三段リーグには、2013年度後期の第54回から参加し、11勝7敗を上げる。2014年度前期の第55回は、最終日連勝で他力ながらも昇段の可能性があったが、1勝1敗に終わり、13勝5敗が6名となり順位差で増田康宏、黒沢怜生が昇段し次点に終わる。
2015年度後期の第58回は最終日連勝で他力（渡辺和史が連勝以外）ながら昇段の可能性があったが、年齢制限のため退会の決まっていた折田翔吾に敗れ、1勝1敗に終わる。14勝4敗の都成竜馬が昇段を決め、続く12勝6敗が4名となったが順位差で最上位の井出隼平が昇段し、大橋貴洸と石川優太より順位が上であったことから2つ目の次点を獲得し、フリークラス編入資格を得て行使し、2016年4月にプロ入りした。次点2回でのフリークラス入りは、伊奈祐介・伊藤真吾・渡辺正和・渡辺大夢に続く5人目。

### プロ入り後

#### 2016年度
第2期叡王戦では1枠しかない四段予選を勝ち抜き本戦進出。9月7日に行われた本戦の公開抽選会において、1回戦で佐藤天彦名人と対戦することが決まり、フリークラスの棋士が名人と公式戦で対戦することになった。結果は佐藤天の勝ち（そのまま優勝）。
2017年2月17日のNHK杯将棋トーナメント予選の対局で勝利し、直近28局で20勝8敗（勝率.714）となり、フリークラスから順位戦C級2組昇級の条件である「良い所取りで連続30局以上の勝率が6割5分以上」を満たすことが確定したため、プロ入りからわずか10ヶ月半でC級2組への昇級が決まった。フリークラスでのプロデビュー後1年以内にC級2組へ昇格したのは史上初のことであった。

#### 2017年度
第67回NHK杯将棋トーナメント予選の決勝で中川大輔八段に勝ち、初の予選参加にもかかわらず、本戦トーナメントに出場が決定。開幕戦となる丸山忠久九段戦は、4月2日に放送され、佐々木が勝利した（対局は2016年度の年度内に収録済み）。2回戦では斎藤慎太郎七段に敗れた。
2017年10月、第48期新人王戦決勝三番勝負に進出。増田康宏四段に0勝2敗で敗れる。また第59期王位戦で予選を勝ち抜き、挑戦者決定リーグに進出した。

#### 2018年度
第59期王位戦挑戦者決定リーグ白組では1勝4敗でリーグ陥落となったが、第60期王位戦の予選決勝で広瀬章人竜王を破り、2期連続で挑戦者決定リーグ進出を決めた。リーグ戦紅組では3勝2敗と勝ち越すも陥落となった。
2019年2月20日、「規定の成績」（公式戦100勝）により五段に昇段した。

#### 2019年度
第60期王位戦リーグ戦紅組では3勝2敗と勝ち越すもリーグ陥落となった。第45期棋王戦で予選・本戦を勝ち抜きベスト4進出するも、敗者復活からの挑戦者決定二番勝負で本田奎に退けられ、タイトル挑戦はならなかった。また、同年度は第61期王位戦の予選決勝で渡辺明三冠を破り、3期連続で挑戦者決定リーグ進出を決めた。

#### 2020年度
第61期王位戦リーグ戦紅組では最終5回戦で豊島将之に敗れ、3勝2敗と勝ち越したもののまたしてもリーグ陥落となった。第62期王位戦の予選決勝で三浦弘行九段を破り、4期連続で挑戦者決定リーグに進出。

#### 2021年度
第62期王位戦リーグ戦白組では最終5回戦で羽生善治に敗れたものの、3勝2敗で勝ち越して直接対決の結果で2位となり、参加4期目にしてようやくリーグ残留を果たした。2022年2月16日、規定の成績（五段昇段後公式戦120勝）を挙げ六段に昇段した。

#### 2022年度
2022年4月28日、第35期竜王戦5組ランキング戦準決勝で石川優太に勝ち、竜王ランキング戦連続昇級により七段に昇段。5月2日、第63期王位戦リーグ戦赤組では最終で近藤誠也に勝って3勝2敗となり、前期リーグの成績により2位となり、2期連続王位リーグ残留を果たした。

#### 2023年度
2023年4月24日、第94期棋聖戦挑戦者決定戦で永瀬拓矢王座に勝利し、藤井聡太棋聖への挑戦権を獲得した。フリークラスでのデビューからタイトル挑戦者となったのは史上初である。2023年5月19日、第64期王位戦挑戦者決定戦で羽生善治九段に勝利し、藤井聡太王位への挑戦権を獲得した。これにより藤井との「12番勝負」となった。棋聖戦五番勝負は1勝3敗に終わった。また、同時進行の王位戦七番勝負では1勝4敗に終わり、こちらも番勝負敗退の結果となった。
| 日付                 | 第94期 棋聖戦 | 第64期 王位戦 | 佐々木の 手番・手数・勝敗 | 備考 |
| -------------------- | ------------- | ------------- | ------------------------- | ---- |
| 2023年06月05日       | 棋聖戦 第1局  | -             | △後手 113手 負け          |      |
| 2023年06月23日       | 棋聖戦 第2局  | -             | ▲先手 111手 勝ち          |      |
| 2023年07月03日       | 棋聖戦 第3局  | -             | △後手 107手 負け          |      |
| 2023年07月07日・08日 | -             | 王位戦 第1局  | △後手 97手 負け           |      |
| 2023年07月13日・14日 | -             | 王位戦 第2局  | ▲先手 98手 負け           |      |
| 2023年07月18日       | 棋聖戦 第4局  | -             | ▲先手 84手 負け           |      |
| 2023年07月25日・26日 | -             | 王位戦 第3局  | △後手 131手 負け          |      |
| 2023年08月01日       | 棋聖戦 第5局  | -             | -                         |      |
| 2023年08月15日・16日 | -             | 王位戦 第4局  | ▲先手 85手 勝ち           |      |
| 2023年08月22日・23日 | -             | 王位戦 第5局  | △後手 95手 負け           |      |
| 2023年09月05日・06日 | -             | 王位戦 第6局  | -                         |      |
| 2023年09月19日・20日 | -             | 王位戦 第7局  | -                         |      |

## 棋風
- 居飛車党で、相掛かり・横歩取り[1]を得意とする。力強い攻め将棋[19]。

## 人物
- 9歳のときに拡張型心筋症を発症し、一時は酸素ボンベをつけながら小学校に通うほどの状態だった[6]。2019年現在も通院は続けているが「ほぼ完治している」という[6]。
- 将棋連盟のフットサル部で、渡辺明や師匠の深浦康市、佐藤天彦、佐々木勇気らとともに活動している[20]。
- 料理も趣味のひとつ。魯肉飯や小籠包など本格的なメニューを作るなど1日6時間を料理に費やしたことも。その腕前をTwitterで披露してファンを喜ばせている[21]。
- 上述のようにタイトル戦において挑戦権を連続獲得するなど、若手棋士としては華々しい活躍を見せながら、棋士の格を決めるとされる順位戦と竜王戦では、どちらも最下位クラスである順位戦C級2組と竜王戦6組からなかなか抜け出せずにいた。そのため、ネットでは「（他のタイトル戦で活躍する実力がありながら[注釈 1]）最下位クラスである順位戦C級2組と竜王戦6組に在籍する棋士」の意で「C26」の通称で呼ばれることがあった[22]。フリークラスを1期抜けし順位戦への昇級最短記録（10か月17日）を持ち、順位戦C級2組での勝率もトップクラスではあるものの、あと一歩のところで昇級できないことから、「棋界の七不思議」と呼ぶ向きもある。しかし、2021年、プロ入りから5期目の第34期竜王戦で5組への昇級を叶えると、翌2022年には第35期竜王戦5組で優勝し4組への連続昇級を果たした。佐々木は、この二か月前の勝数規定による六段昇段に続き、竜王ランキング戦連続昇級により七段へと昇段した。六段から七段への昇段に要した日数（72日）は藤井聡太六段（当時）の七段昇段日数（92日）を上回る早さであった。

## 昇段履歴
昇段規定は、将棋の段級 を参照。
- 2008年09月00日 ： 6級 = 関東奨励会入会 [1]
- 2013年10月00日 ： 三段（第54回奨励会三段リーグ〈2013年度後期〉から三段リーグ参加）
2014年09月13日 ： 三段（第55回奨励会三段リーグ成績3位、次点1回目）[10]
- 2016年04月01日 ： 四段（第58回奨励会三段リーグ成績3位、次点2回目） = プロ入り（フリークラス編入） [1]
- 2019年02月20日 ： 五段（勝数規定／公式戦100勝、通算100勝42敗）[15][23][注釈 2]
- 2022年02月16日 ： 六段（勝数規定／五段昇段後公式戦120勝、通算220勝91敗）[16][25][注釈 3]
- 2022年04月28日 ： 七段（竜王ランキング戦連続昇級、通算230勝96敗）[29][30][注釈 4]

## 主な成績

### タイトル戦
タイトル戦登場
- 王位戦：1回（2023年度 = 第64期）
- 棋聖戦：1回（2023年度 = 第94期）

登場回数 合計 2回、タイトル獲得 0期

### 将棋大賞
- 第46回（2018年度） 最多勝利賞（46勝）
- 第47回（2019年度） 最多対局賞（67対局）
- 第51回（2023年度） 連勝賞（15連勝、2023年2月2日-2023年4月24日）

### 在籍クラス
| 開始 年度 | (出典)順位戦出典 | (出典)順位戦出典 | (出典)順位戦出典 | (出典)順位戦出典 | (出典)順位戦出典 | (出典)順位戦出典 | (出典)順位戦出典 | (出典)順位戦出典 | (出典)竜王戦出典 | (出典)竜王戦出典 | (出典)竜王戦出典 | (出典)竜王戦出典 | (出典)竜王戦出典 | (出典)竜王戦出典 | (出典)竜王戦出典 | (出典)竜王戦出典 | (出典)竜王戦出典 | (出典)竜王戦出典 |
| 開始 年度 | 期               | 名人             | A級              | B級              | B級              | C級              | C級              | 0                | 期               | 竜王             | 1組              | 2組              | 3組              | 4組              | 5組              | 6組              | 決勝 T           |                  |
| 開始 年度 | 期               | 名人             | A級              | 1組              | 2組              | 1組              | 2組              | 0                | 期               | 竜王             | 1組              | 2組              | 3組              | 4組              | 5組              | 6組              | 決勝 T           |                  |
| --- | ---------------- | ---------------- | ---------------- | ---------------- | ---------------- | ---------------- | ---------------- | ---------------- | ---------------- | ---------------- | ---------------- | ---------------- | ---------------- | ---------------- | ---------------- | ---------------- | ---------------- | ---------------- |
| 2014 |                  | (四段昇段前)     | (四段昇段前)     | (四段昇段前)     | (四段昇段前)     | (四段昇段前)     | (四段昇段前)     | (四段昇段前)     | 28               |                  |                  |                  |                  |                  |                  | 6組三段          | --               | 1-1/昇0-0        |
| 2015 |                  | (四段昇段前)     | (四段昇段前)     | (四段昇段前)     | (四段昇段前)     | (四段昇段前)     | (四段昇段前)     | (四段昇段前)     | 29               | (四段昇段前)     | (四段昇段前)     | (四段昇段前)     | (四段昇段前)     | (四段昇段前)     | (四段昇段前)     | (四段昇段前)     | (四段昇段前)     | (四段昇段前)     |
| 2016 | 75               |                  |                  |                  |                  |                  |                  | F編              | 30               |                  |                  |                  |                  |                  |                  | 6組              | --               | 1-1/昇0-1        |
| 2017 | 76               |                  |                  |                  |                  |                  | C248             | 8-2              | 31               |                  |                  |                  |                  |                  |                  | 6組              | --               | 0-1/昇5-1        |
| 2018 | 77               |                  |                  |                  |                  |                  | C206             | 8-2              | 32               |                  |                  |                  |                  |                  |                  | 6組              | --               | 2-1/昇3-1        |
| 2019 | 78               |                  |                  |                  |                  |                  | C205             | 8-2              | 33               |                  |                  |                  |                  |                  |                  | 6組              | --               | 2-1/昇4-1        |
| 2020 | 79               |                  |                  |                  |                  |                  | C203             | 7-3              | 34               |                  |                  |                  |                  |                  |                  | 6組              | --               | 3-1/昇3-0        |
| 2021 | 80               |                  |                  |                  |                  |                  | C207             | 7-3              | 35               |                  |                  |                  |                  |                  | 5組              |                  | 0-1              | 5-0/昇0-0        |
| 2022 | 81               |                  |                  |                  |                  |                  | C211             | 8-2              | 36               |                  |                  |                  |                  | 4組              |                  |                  | --               | 1-1/昇5-0        |
| 2023 | 82               |                  |                  |                  |                  |                  | C203             | 6-4              | 37               |                  |                  |                  | 3組              |                  |                  |                  | --               | 0-1/昇1-1/残1    |
| 2024 | 83               |                  |                  |                  |                  |                  | C214             | -                | 38               |                  |                  |                  | 3組              |                  |                  |                  | --               | -                |
| 順位戦、竜王戦の 枠表記 は挑戦者。右欄の数字は勝-敗(番勝負/PO含まず)。 順位戦の右数字はクラス内順位 ( x当期降級点 / *累積降級点 / +降級点消去 ) 順位戦の「F編」はフリークラス編入 /「F宣」は宣言によるフリークラス転出。 竜王戦の 太字 はランキング戦優勝、竜王戦の 組(添字) は棋士以外の枠での出場。 |                  |                  |                  |                  |                  |                  |                  |                  |                  |                  |                  |                  |                  |                  |                  |                  |                  |                  |

### 年度別成績
| 年度             | 対局数 | 勝数 | 負数 | 勝率   | (出典) | 通算成績 | 通算成績 | 通算成績 | 通算成績 | 通算成績 |
| ---------------- | ------ | ---- | ---- | ------ | ------ | -------- | -------- | -------- | -------- | -------- |
| 2016年度         | 35     | 25   | 10   | 0.7142 | [ 35 ] | 対局数   | 勝数     | 負数     | 勝率     | (出典)   |
| 2017年度         | 56     | 36   | 20   | 0.6428 | [ 36 ] | 91       | 61       | 30       |          |          |
| 2018年度         | 59     | 46   | 13   | 0.7796 | [ 37 ] | 150      | 107      | 43       |          |          |
| 2019年度         | 67     | 45   | 22   | 0.6716 | [ 38 ] | 217      | 152      | 65       |          |          |
| 2020年度         | 52     | 37   | 15   | 0.7115 | [ 39 ] | 269      | 189      | 80       |          |          |
| 2016-2020 (小計) | 269    | 189  | 80   |        |        | 通算成績 | 通算成績 | 通算成績 | 通算成績 | 通算成績 |
| 年度             | 対局数 | 勝数 | 負数 | 勝率   | (出典) | 対局数   | 勝数     | 負数     | 勝率     | (出典)   |
| 2021年度         | 48     | 34   | 14   | 0.7083 | [ 40 ] | 317      | 223      | 94       | 0.7034   | [ 41 ]   |
| 2022年度         | 46     | 32   | 14   | 0.6956 | [ 42 ] | 363      | 255      | 108      | 0.7024   | [ 43 ]   |
| 2023年度         | 57     | 37   | 20   | 0.6491 | [ 44 ] | 420      | 292      | 128      | 0.6952   | [ 45 ]   |
| 2021-2023 (小計) | 151    | 103  | 48   |        |        |          |          |          |          |          |
| 通算             | 420    | 292  | 128  | 0.6952 | [ 45 ] |          |          |          |          |          |
| 2023年度まで     |        |      |      |        |        |          |          |          |          |          |

- 公式戦通算100勝達成：2019年02月20日（通算100勝42敗、第32期竜王戦6組ランキング戦 対山本博志四段戦）[15]
- 公式戦通算300勝達成：2024年08月08日（通算300勝135敗、第83期順位戦C級2組3回戦、対石川優太五段戦）[46][47][48]